# قلعه نعمان
قلعه نعمان مربوط به دوره تیموریان است و در شهرستان فریمان، بخش مرکزی، روستای نعمان واقع شده و این اثر در تاریخ ۴ خرداد ۱۳۸۴ با شمارهٔ ثبت ۱۱۷۷۳ به‌عنوان یکی از آثار ملی ایران به ثبت رسیده است.